# Heroes (canción de Måns Zelmerlöw)
«Heroes» es una canción interpretada por el cantante sueco Måns Zelmerlöw que ganó el Festival de la Canción de Eurovisión 2015, representando a Suecia. La canción está compuesta por Anton Malmberg Hård af Segerstad, Joy Deb y Linnea Deb.

## Festivales
La canción se interpretó en vivo por primera vez en la cuarta semifinal del Melodifestivalen 2015, el 28 de febrero de 2015 en Örebro; la canción se clasificó a la final en primer lugar. En la final del Melodifestivalen celebrada en el Friends Arena de Estocolmo el 14 de marzo, la canción se alzó con la victoria y fue por tanto elegida para representar a Suecia en el Festival de la Canción de Eurovisión 2015 que se celebraría en el Wiener Stadthalle de Viena, Austria.
Zelmerlöw ganó la segunda semifinal del Festival de Eurovisión celebrada el 21 de mayo de 2015, así como la final celebrada el 23 de mayo con 365 puntos, obteniendo la sexta victoria de Suecia en el festival. Es la tercera canción que mayor número de puntos consiguió hasta el momento en el Festival de Eurovisión. Por otro lado, es la primera canción ganadora de Eurovisión que no resultó ganadora del televoto desde que se introdujo la votación combinada de televoto y jurados profesionales en 2009.

## La canción

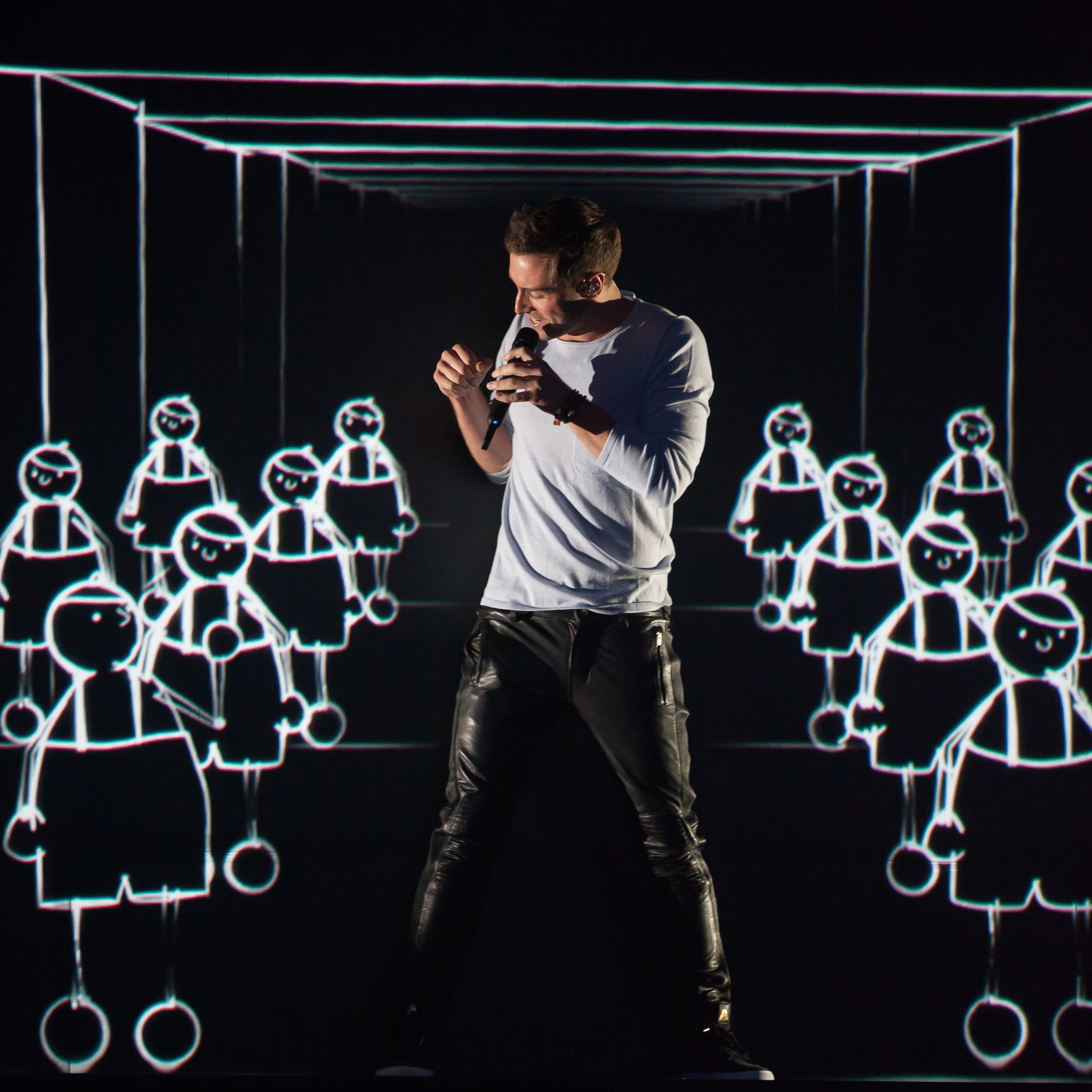
Zelmerlöw interpretando «Heroes» en el Festival de Eurovisión.

Se trata de una canción pop cuya letra habla sobre el acoso escolar o bullying; el propio cantante Zelmerlöw alegó haber sufrido acoso en su infancia. En la canción, el cantante refleja un diálogo entre un padre y un hijo que sufre tristeza y soledad por acoso («¿qué ocurre si soy el único héroe que queda?»), en el que el padre conmina al hijo a afrontar la situación por sí mismo, «ir a secarse las lágrimas» y «vivir su vida como si no hubiera un mañana», y al llegar al estribillo de la canción le dice de forma enérgica que cante a los demás: «nosotros somos los héroes de nuestro tiempo, pero bailamos con los demonios de nuestra mente».
Siguiendo la temática de la canción, las actuaciones de Zelmerlöw en el Melodifestivalen 2015 y el Festival de la Canción de Eurovisión 2015 se basaron a nivel visual en una proyección de "mapping", que mostraba una animación protagonizada por niños dibujados a trazos infantiles con los que el cantante interactuaba.

## Listas de popularidad

### Semanales
| Alemania          | Official German Charts   | 3  |
| Australia         | ARIA Singles Chart       | 19 |
| Austria           | Ö3 Austria Top 40        | 1  |
| Bélgica (Flandes) | Ultratop 50 Singles      | 2  |
| Bélgica (Valonia) | Ultratip Singles         | 6  |
| Dinamarca         | Tracklisten              | 7  |
| Escocia           | Scottish Singles Chart   | 7  |
| Eslovaquia        | Rádio Top 100            | 54 |
| España            | Canciones Top 50         | 3  |
| Europa            | Euro Digital Songs       | 6  |
| Finlandia         | Suomen virallinen lista  | 5  |
| Francia           | Les Charts Singles       | 33 |
| Grecia            | Billboard Grecia         | 1  |
| Hungría           | Single Top 40            | 12 |
| Irlanda           | Irish Singles Chart      | 10 |
| Islandia          | Tónlist                  | 1  |
| Israel            | Israel Airplay Chart     | 2  |
| Luxemburgo        | Luxembourg Digital Songs | 3  |
| Noruega           | VG-lista                 | 4  |
| Países Bajos      | Single Top 100           | 12 |
| Reino Unido       | UK Singles Chart         | 11 |
| República Checa   | Rádio Top 100            | 71 |
| Rusia             | Russia Top 10            | 3  |
| Suecia            | Sverigetopplistan        | 1  |
| Suiza             | Schweizer Hitparade      | 1  |

### Certificaciones
| País    | Organismo certificador | Certificación | Simbolización | Ventas certificadas | Ref.          |
| ------- | ---------------------- | ------------- | ------------- | ------------------- | ------------- |
| Noruega | IFPI Noruega           | Oro           | ●             | 5 000               | [ 29 ]        |
| Suecia  | GLF                    | 2x Platino    | ●             | 80 000              | [ 30 ]        |
| España  | Promusicae             | Oro           | ●             | 20 000              | [ 31 ] [ 32 ] |